# Ozero Obida
Ozero Obida (ryska: озеро Обида) är en sjö i Belarus.   Den ligger i voblasten Minsks voblast, i den norra delen av landet, 130 km nordost om huvudstaden Minsk. Ozero Obida ligger 165 meter över havet. Arean är 0,63 kvadratkilometer. Den ligger vid sjön Vozera Sialjava. Den sträcker sig 1,1 kilometer i nord-sydlig riktning, och 1,4 kilometer i öst-västlig riktning.
Omgivningarna runt Ozero Obida är en mosaik av jordbruksmark och naturlig växtlighet. Runt Ozero Obida är det ganska glesbefolkat, med 21 invånare per kvadratkilometer.